# Брызгалов, Владислав Владимирович
Владислав Владимирович Брызгалов (род. 22 марта 1974, Электросталь, Московская область) — российский хоккеист, нападающий.

## Биография
Воспитанник электростальского хоккея. В сезоне 1990/91 дебютировал за местный «Кристалл» в первой лиге первенства СССР. Сезон 1992/93 начал в воронежском «Буране», затем вернулся в «Кристалл». Конец сезона 1995/96 провёл в белорусском клубе «Тивали». Отыграв следующий сезон в «Кристалле», В 1997 году перешёл в ЦСКА. Сезоны 1999/2000 — 2000/01 провёл в подольском «Витязе». В сезоне 2001/02 — в «Металлурге» Новокузнецк. Следующий сезон начал в высшей лиге в высшей лиге в «Элемаше», перешёл в «Крылья Советов», после нового года оказался в петербургском СКА, за который провёл два матча. В дальнейшем играл за белорусские команды «Гомель» (2003/04 — 2008/09), «Шинник» Бобруйск (2009/10 — 2010/11), «Металлург» Жлобин (2010/11) «Химик-СКА» Новополоцк (2010/11). Завершал карьеру в клубах Украины «Беркут» Киев (2011/12) и «Компаньон-Нафтогаз» Киев (2012/13).
Тренер в «Звезде» Чехов / Москва (2015/16 — 2020/21), ЦСКА (2021/22).

## Достижения
- Финалист Континентального кубка (2004).
- Чемпион Украины (2013).
- Обладатель Кубка Белоруссии (2004, 2007)
- Серебряный призёр чемпионата Белоруссии (2009).
- Бронзовый призёр чемпионата Белоруссии (2004).
- Бронзовый призёр чемпионата Украины (2012)[1].